# El Vellón
El Vellón – miejscowość w Hiszpanii we wspólnocie autonomicznej Madryt, ok. 1 800 mieszkańców. W El Vellón znajduje się żłobek, publiczna szkoła dla niemowląt i szkół podstawowych oraz klasa dla dorosłych w CEPA El Molar.